# Wikelman Carmona
Wikelman José Carmona (Valle de la Pascua, Venezuela, 24 de febrero de 2003) es un futbolista venezolano que juega como centrocampista en el New York Red Bulls de la Major League Soccer.

## Trayectoria

### Primeros años
Nacido en Valle de la Pascua, se formo en el club Unión Deportivo Pueblo Nuevo, y desde ali Carmona comenzó su carrera futbolística profesional en 2016 en la Academia Dynamo FC de la Isla de Margarita.

### New York Red Bulls
El 25 de enero de 2021, Carmona firmó con el club New York Red Bulls de la Major League Soccer. Durante la temporada, Carmona fue cedido a New York Red Bulls II, haciendo su debut el 30 de abril de 2021, comenzando con una derrota por 3-2 ante Hartford Athletic. Carmona fue llamado al primer equipo y el 17 de abril de 2021, e hizo su debut en el primer equipo, apareciendo en la segunda mitad en la derrota por 2-1 ante el Sporting Kansas City. El 31 de julio de 2021, Carmona anotó su primer gol como profesional en la derrota por 2-3 ante el New England Revolution.
Carmona se perdió varios meses en el inicio de la temporada 2022 debido a una lesión. A su regreso, fue cedido al New York Red Bulls II. Marcó su primer gol en el Campeonato de la USL el 20 de agosto de 2022, en el empate 2-2 contra los Pittsburgh Riverhounds. Regresó al primer equipo el 31 de agosto de 2022, jugando 20 minutos frente al CF Montréal en la victoria por 1-0.

## Selección nacional
Carmona fue miembro de la selección de Venezuela sub-17 durante el Campeonato Sudamericano Sub-17 de 2019 en Perú, anotando en la victoria por 5-3 contra Bolivia.
Fue citado al Campeonato Sudamericano Sub-20 de 2023.

## Enlaces externos

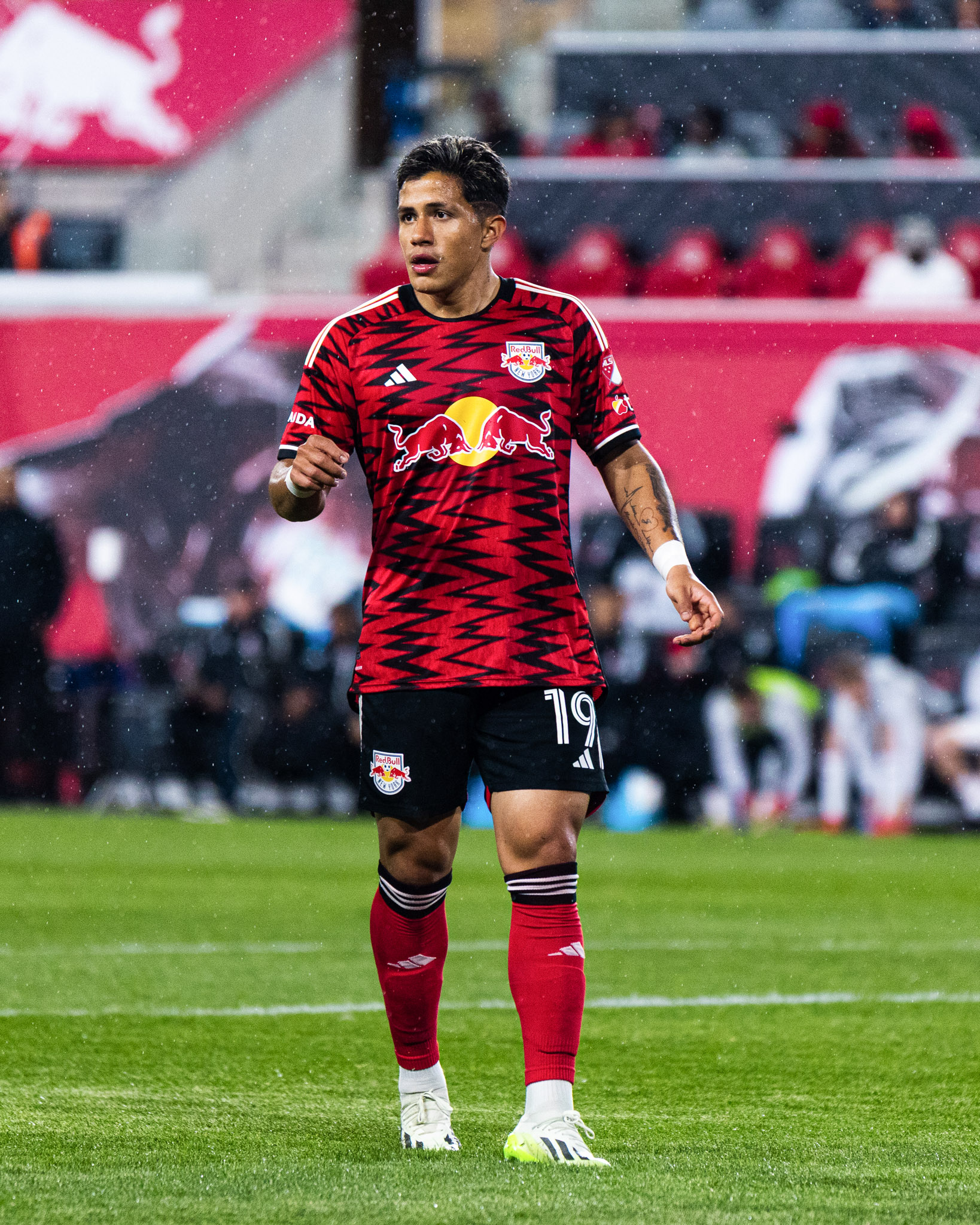

## Estadísticas
Actualizado al último partido disputado el 9 de octubre de 2022
| Club                          | Div.          | Temporada     | Liga  | Liga  | Copas nacionales | Copas nacionales | Copas internacionales | Copas internacionales | Total | Total |
| Club                          | Div.          | Temporada     | Part. | Goles | Part.            | Goles            | Part.                 | Goles                 | Part. | Goles |
| ----------------------------- | ------------- | ------------- | ----- | ----- | ---------------- | ---------------- | --------------------- | --------------------- | ----- | ----- |
| New York RB II Estados Unidos | 2.ª           | 2021          | 5     | 0     | —                | —                | —                     | —                     | 5     | 0     |
| New York RB II Estados Unidos | 2.ª           | 2022          | 13    | 1     | —                | —                | —                     | —                     | 13    | 1     |
| New York RB II Estados Unidos | Total club    | Total club    | 18    | 1     | 0                | 0                | 0                     | 0                     | 18    | 1     |
| New York RB Estados Unidos    | 1.ª           | 2021          | 25    | 1     | —                | —                | —                     | —                     | 25    | 1     |
| New York RB Estados Unidos    | 1.ª           | 2022          | 2     | 0     | —                | —                | —                     | —                     | 2     | 0     |
| New York RB Estados Unidos    | Total club    | Total club    | 27    | 1     | 0                | 0                | 0                     | 0                     | 27    | 1     |
| Total carrera                 | Total carrera | Total carrera | 45    | 2     | 0                | 0                | 0                     | 0                     | 45    | 2     |